# Bessie Head
Bessie Amelia Emery Head (* 6. Juli 1937 in Pietermaritzburg, Südafrikanische Union; † 17. April 1986 in Serowe; geboren als Bessie Amelia Emery) gilt als bekannteste Schriftstellerin Botswanas.

## Leben
Bessie Head wurde 1937 im südafrikanischen Pietermaritzburg als Bessie Amelia Emery geboren. Ihre Mutter, die denselben Namen trug, war eine gebürtige Schottin, ihr Vater ein schwarzer Hausangestellter. Der damalige südafrikanische Immorality Act verbot sexuelle Beziehungen zwischen Weißen und Schwarzen. Bessies Mutter war zur Zeit der Geburt Patientin in einer psychiatrischen Klinik. Sie durfte ihre Tochter nicht aufziehen und starb 1943. Bessie wuchs bei einer Coloureds-Familie auf. Ab 1950 lebte sie im St. Monica’s Home, einem anglikanischen Internat für Coloured-Mädchen bei Durban. Dort las sie zahlreiche Bücher und begann mit dem Schreiben. Eine Kurzgeschichte wurde 1951 in einer Anthologie veröffentlicht. Sie absolvierte eine zweijährige Ausbildung zur Lehrerin und unterrichtet an einer Primarschule in Durban. Politisch stand sie dem Panafrikanismus nahe. Mit 21 Jahren zog sie nach Kapstadt und lernte dort Harold Head kennen. Im August 1958 begann sie eine journalistische Tätigkeit bei der Zeitschrift Golden City Post. Im April 1959 zog sie nach Johannesburg, um einige Monate für die Zeitschrift Drum zu arbeiten. 1960 trat sie in den Pan African Congress ein. Im März 1960 traf sie dessen Parteivorsitzenden Robert Sobukwe. Im selben Monat fand das Sharpeville-Massaker statt, das zum Verbot des PAC führte. Sie stellte sich kurz darauf dem Staat als Belastungszeugin gegen den PAC zur Verfügung und beging einen Suizidversuch. Im Mai desselben Jahres zog sie mit Harold Head zurück nach Kapstadt, wo sie im District Six lebten und die Zeitung The Citizen gründeten. 1961 heiratete sie Harold Head. Am 15. Mai 1962 wurde der Sohn Howard Head geboren. Kurz darauf zog die Familie nach Port Elizabeth und wieder zurück nach Kapstadt. Im November 1963 trennte sich Bessie Head von ihrem Mann, zog nach Pretoria und 1964 mit ihrem Sohn nach Serowe in Betschuanaland, dem späteren Botswana. Die Rückkehr nach Südafrika war ihr fortan verwehrt. Anfangs unterrichtete sie an einer Primarschule. Sie schloss Freundschaft mit dem südafrikanischen Leiter der Swaneng Hill School in Serowe, Patrick van Rensburg, der ihr in zahlreichen Notlagen half. Zwischenzeitlich lebte sie für kurze Zeit in Francistown und Gaborone, kehrte aber immer wieder nach Serowe zurück. Zeitweise lebte sie wieder mit Harold Head zusammen.
Bessie Head blieb als gebürtige Südafrikanerin und wegen ihrer gemischtrassigen Herkunft eine Außenseiterin in Botswana. Gelegentlich hatte sie seelische Probleme, ab 1969 auch Anfälle von Schizophrenie. Sie klagte öffentlich den damaligen Präsidenten Seretse Khama an und wurde einige Zeit im Lobatse Mental Hospital behandelt. Ihr Roman A Question of Power handelt von diesen Erfahrungen. Ab 1977 wurde sie mehrfach ins Ausland eingeladen und reiste in die USA an die University of Iowa, nach Dänemark, ins Vereinigte Königreich, in die Niederlande sowie nach Nigeria und Australien. Erst 15 Jahre nach ihrer Einreise erhielt Bessie Head die botswanische Staatsbürgerschaft. Lange Zeit war sie arm; erst gegen Ende ihres Lebens gewann sie Anerkennung. 1985 beantragte Harold Head das Ende der Ehe, im Februar 1986 wurde die Ehe geschieden. Bessie Head starb zwei Monate später mit 48 Jahren im Sekgoma Memorial Hospital in Serowe an Hepatitis. Ihr Sohn Howard Head starb mit 48 Jahren und wurde am 7. Juni 2010 beerdigt.

## Werk
Die meisten Werke Heads spielen in Serowe, etwa die drei Romane When Rain Clouds Gather, Maru und A Question of Power. In When Rain Clouds Gather (deutschsprachige Ausgabe: Wenn der Regen fällt) beschreibt sie das Leben eines jungen südafrikanischen Flüchtlings im botswanischen Dorf Golema Midi, der vom Häuptling nicht akzeptiert wird und das Dorf verlassen muss. A Question of Power (Die Farbe der Macht) handelt unter anderem von religiösen Themen. Sie schrieb auch zahlreiche Erzählungen, etwa den Erzählband The Collector of Treasures (Die Schatzsammlerin). Weiterhin verfasste sie ein Buch über die Geschichte Serowes, Serowe: Village of the Rain Wind. Ihr letzter Roman, A Bewitched Crossroad, spielt im Betschuanaland des 19. Jahrhunderts. Leitmotiv ihrer Werke ist die Rolle der armen, ausgenutzten schwarzen Frau, die mit rassistischer und sexueller Diskriminierung zu kämpfen hat. Mehrere ihrer Bücher sind deutlich autobiografisch. Bis auf den Roman The Cardinals (Sternenwende), den sie vor ihrer Übersiedlung geschrieben hatte, verfasste sie ihre Bücher in Botswana.
Sechs ihrer Bücher wurden postum ins Deutsche übersetzt. Die Erstausgaben erschienen im Orlanda-Verlag bzw. Lamuv-Verlag. Die Vermarktung erfolgt überwiegend als Frauenliteratur. Derzeit (Januar 2016) sind die deutschsprachigen Ausgaben der Bücher von Head im Lamuv-Verlag erhältlich.

## Ehrungen
- Seit 1986 werden im Khama III Museum in Serowe einige Gegenstände aus ihrem Leben ausgestellt, etwa ihre Schreibmaschine.

- 2003 erhielt sie postum den südafrikanischen Ikhamanga-Orden in Gold für ihren „außergewöhnlichen Beitrag zur Literatur und zum Kampf für sozialen Wandel, Freiheit und Frieden“.[7]

- Bessie Head wurde in die Anthologie Daughters of Africa aufgenommen, die 1992 von Margaret Busby in London und New York herausgegeben wurde.

- 2007 wurde der Bessie Head Heritage Trust zusammen mit dem einzigen botswanischen Literaturpreis Bessie Head Literature Awards eingerichtet.[8] Im Juli desselben Jahres wurde eine Bibliothek in Pietermaritzburg in Bessie Head Library umbenannt.[9]

## Bibliografie
- 1968: When Rain Clouds Gather
  - RegenWolkenZeit. Übersetzung Gisela Feurle, Detlev Gohrbandt. Lamuv, Göttingen 2000
- 1971: Maru.
  - Maru. Übersetzung Gisela Feurle, Detlev Gohrbandt. Lamuv, Göttingen 1998
- 1974: A Question of Power
  - Die Farbe der Macht. Übersetzung Uta Goridis. Orlanda, Berlin 1987
- 1977: Looking for a Rain God
- 1977: The Collector of Treasures and Other Botswana Village Tales
  - Die Schatzsammlerin : Erzählungen. Übersetzung Uta Goridis und andere. Orlanda, Berlin 1988
- 1981: Serowe: Village of the Rain Wind
- 1984: A Bewitched Crossroad
- 1989: Tales of Tenderness and Power.
  - Orangen und Zitronen. Übersetzung Hilde Schruff. Lamuv, Göttingen 1999
- 1990: A Woman Alone: Autobiographical Writings
- 1991: A Gesture of Belonging: Letters from Bessie Head, 1965–1979
- 1993: The Cardinals.
  - Sternenwende. Übersetzung Susanne Koehler. Lamuv, Göttingen 1997